# Leucophoroptera
Leucophoroptera is een geslacht van wantsen uit de familie van de Miridae (Blindwantsen). Het geslacht werd voor het eerst wetenschappelijk beschreven door Bertil Robert Poppius in 1921.

## Soorten
Het genus bevat de volgende soorten:

- Leucophoroptera cavenda Carvalho & Gross, 1982
- Leucophoroptera fasciata Carvalho & Gross, 1982
- Leucophoroptera gloriosa Menard & Schuh, 2011
- Leucophoroptera kangarooina Menard & Schuh, 2011
- Leucophoroptera quadrimaculata Poppius, 1921